# Carta elettronica

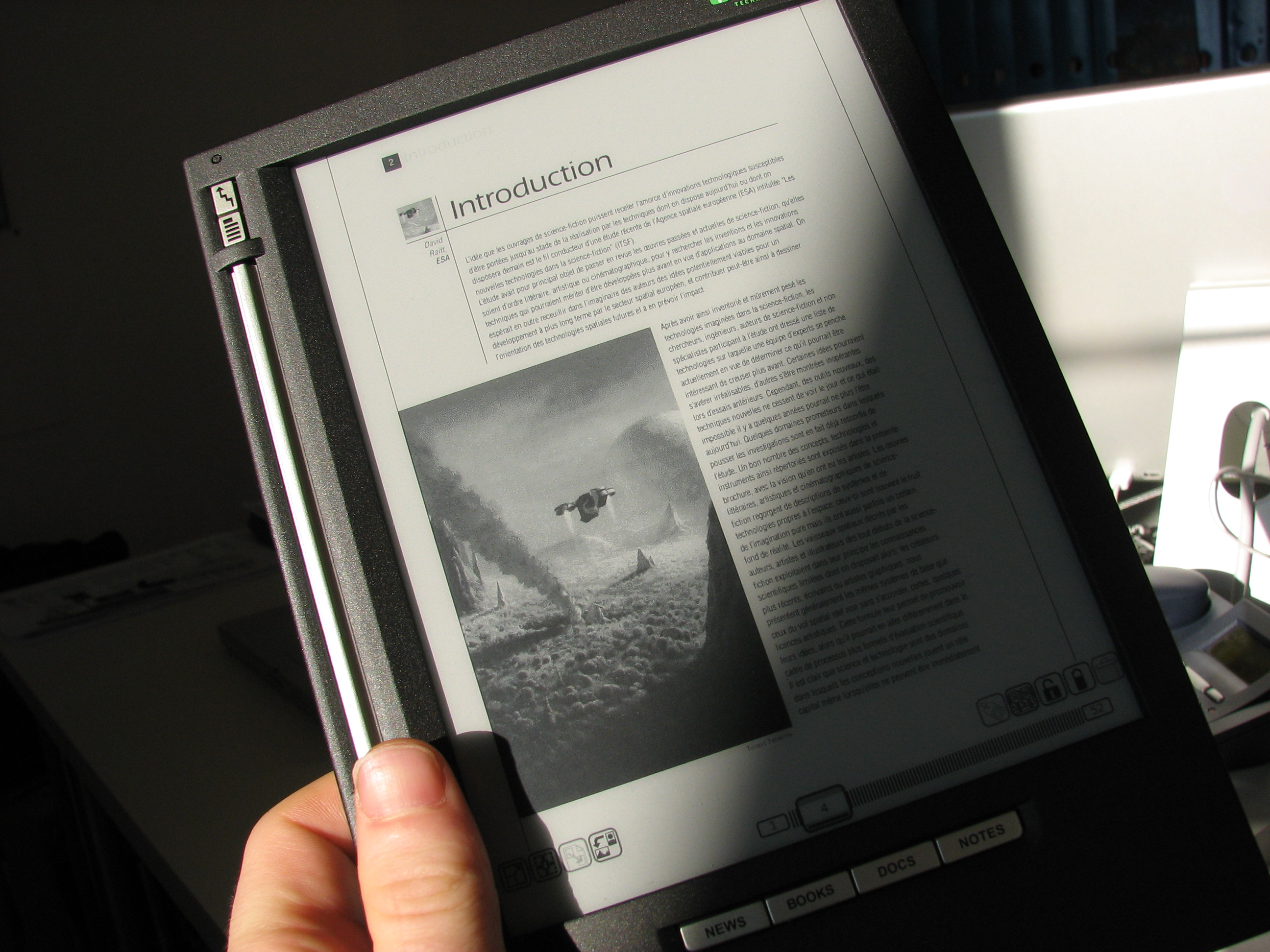
Lettore di eBook iLiad

La carta elettronica (in inglese electronic paper), più precisamente e-ink (electrophoretic ink, inchiostro elettroforetico) o generalmente chiamato e-paper, è una tecnologia progettata per imitare l'aspetto dell'inchiostro su un normale foglio. A differenza di uno schermo a cristalli liquidi, che usa una luce posteriore al display per illuminare i pixel, tale tipologia di "carta" riflette la luce ambientale come un foglio di carta. Questa tecnologia è stata inventata nel 1996 da Joseph Jacobson, fondatore di E-Ink, ed è attualmente la tecnologia più utilizzata per i più diffusi lettori di eBook.

## Descrizione

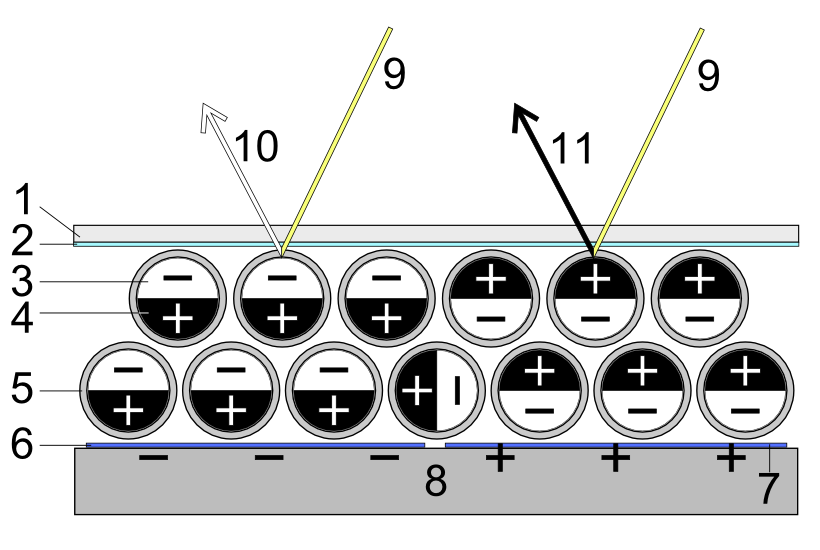
Tecnica a sfere

Il processo fisico su cui si basano i display e-ink è l'elettroforesi. La tecnica più utilizzata prevede l'uso di sfere di dimensione molto ridotta all'interno dello schermo. Queste sfere sono caricate elettricamente; una semisfera è caricata positivamente e colorata di nero mentre l'altra semisfera è caricata negativamente e colorata di bianco. Tramite campi elettrici si possono orientare le sfere per ottenere il cambio di colore nei vari punti dello schermo.
Questo permette di realizzare supporti sottili e che richiedono alimentazione solamente quando si vuole modificare la configurazione delle sfere. Si possono quindi realizzare dispositivi leggeri e a elevata autonomia, dato che l'energia è necessaria solo per cambiare il contenuto dello schermo.
Quasi tutte le case produttrici hanno messo in commercio eReader con 16 tonalità di grigio.

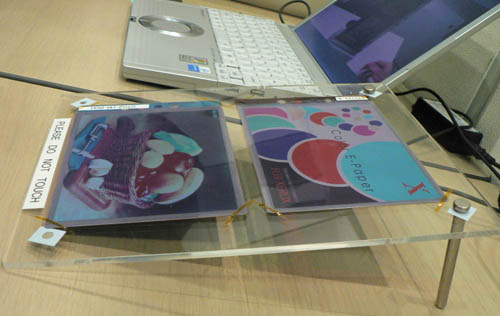
Prototipo a colori

Nei primi di novembre 2010, la cinese Hanvon ha presentato un e-paper in grado di visualizzare i colori, grazie a uno strato aggiuntivo posto al di sopra delle sfere che filtra la luce riflessa dalle sfere stesse, in modo da conferire il colore.
Nel 2012 circa venne prodotto un sistema per illuminare (frontalmente) la carta elettronica e nel 2013 venne immesso nel mercato un dispositivo con tale accorgimento, in modo da poter usufruire di tale tecnologia anche in ambienti sprovvisti di luce.
Nel 2014 Sony ha avviato una campagna di finanziamento collettivo per produrre uno smartwatch che utilizzi la tecnologia e-ink.

## Tappe di innovazione
- Fujitsu in Giappone nel 2007 ha presentato il primo e-paper con connessione wireless.[5]
- Orange nel 2008 ha sperimentato il servizio Read&Go basato sulla tecnologia e-paper.[6]